# Езекеєво
Езекеєво (рос. Эзекеево) — село в Ніколаєвському районі Ульяновської області Російської Федерації.
Населення становить 260 осіб. Входить до складу муніципального утворення Поспеловське сільське поселення.

## Історія
Від 2004 року входить до складу муніципального утворення Поспеловське сільське поселення.

## Населення
| 2010 |
| ---- |
| 260  |